# Schoolly D
Jesse B. Weaver Jr. (Philadelphia (Pennsylvania) 22 juni 1962), beter bekend als Schoolly D, is een Amerikaans rapper uit Philadelphia, Pennsylvania. Hij is actief sinds het midden van de jaren 1980 en wordt beschouwd als een van de uitvinders van gangsta rap. Zijn teksten weerspiegelden stedelijke realisme, geweld en seksuele bravade.
Schoolly D begon met rappen rond 1980. Belangrijke invloeden waren Grandmaster Flash en de Funky Four. Op zijn eerste platen in de jaren 1980 werkte hij samen met DJ Code Money. Zijn stukken werden gekenmerkt door elektronische, spaarzame Hardcore Beats. Later omarmde hij een Afrocentristische stijl, waardoor hij het afrocentrisme naar hiphop bracht, samen met KRS-One. Verschillende van zijn werken zijn te vinden op de soundtracks voor de films van Abel Ferrara, bijvoorbeeld, Bad Lieutenant. In 2002 maakte hij samen met drum-'n-bass-producer Aphrodite het nummer Hoochie.

## Discografie

### Albums
- Schoolly D (1986)
- Saturday Night - The Album (1987)
- Smoke Some Kill (1988)
- Am I Black Enough for You? (1989)
- How a Black Man Feels (1991)
- Welcome to America (1994)
- Reservoir Dog (1995)
- Funk 'N Pussy (2000)
- International Supersport (2010)

- Gemeinsame Normdatei: 134657098
- Library of Congress Control Number: n92048087
- MusicBrainz: 323f2398-094d-45a0-8b87-ed84938e9eb3
- Nationale Bibliotheek van Israël: 987007320097705171
- Virtual International Authority File: 53344073
- WorldCat: E39PBJckRYqHKrtWbmTYkD9MT3